# 골즈 짐

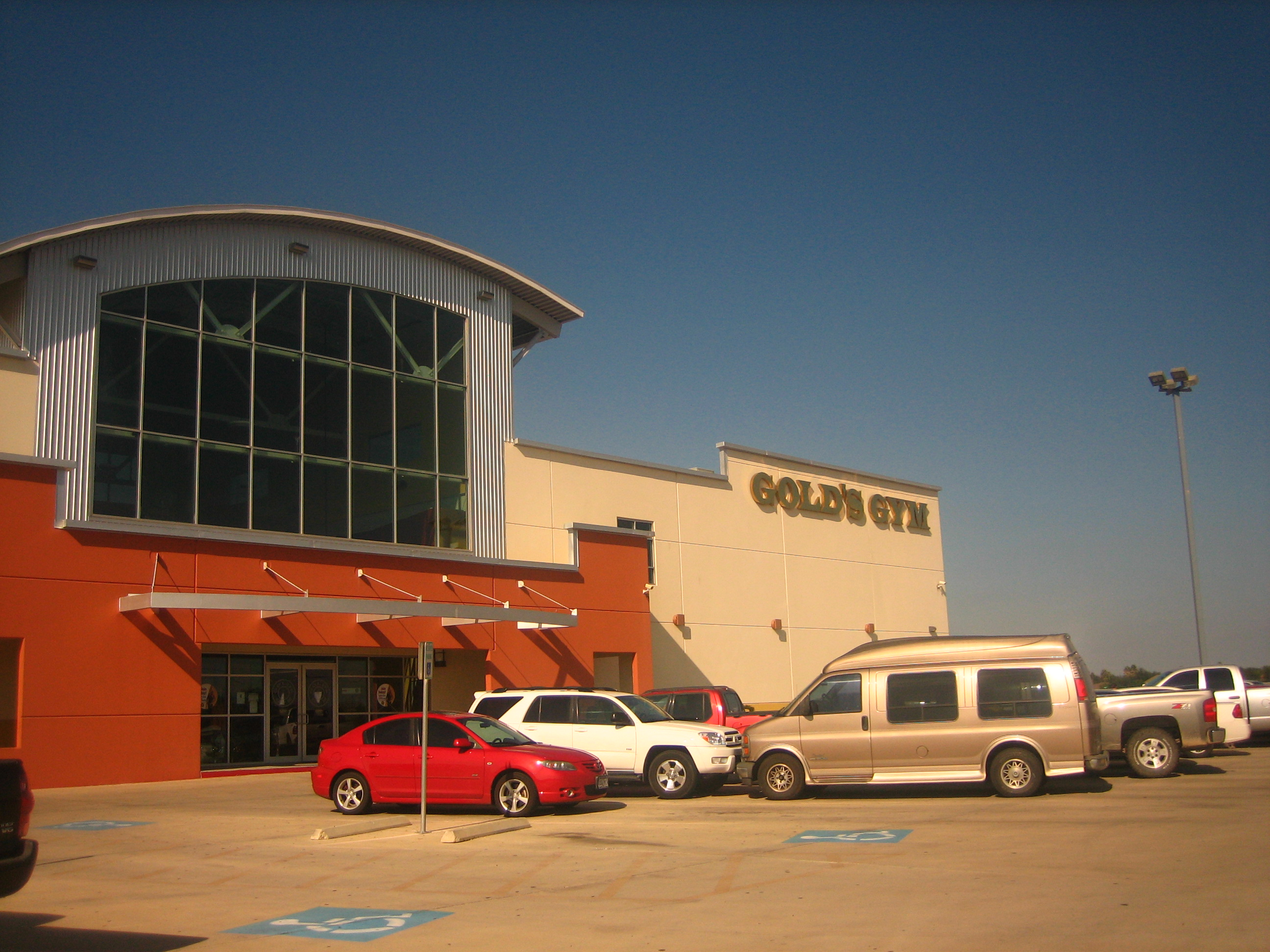
텍사스주 러레이도점

골즈 짐(영어: Gold's Gym)는 미국의 헬스클럽 체인이다.

## 개요
골즈 짐은 1965년 캘리포니아주 베니스비치에 제1호점을 열었다. 아널드 슈워제네거가 출연한 1977년 다큐멘터리 영화 《펌핑 아이언》이 흥행함에 따라, 피트니스 붐이 일어났다. 2007년 현재 세계28개국 650점포 이상 연인원 300만명 이상이 이용하고 있다.